# Ligne Etsumi-Hoku
La ligne Etsumi-Hoku (越美北線, Etsumi-Hoku-sen) est une ligne ferroviaire de la compagnie JR West, située dans la préfecture de Fukui au Japon. Elle relie la gare d'Etsumi-Hoku à Fukui à la gare de Kuzuryūko à Ōno. La ligne est également appelée ligne Kuzuryū (九頭竜線, Kuzuryū-sen).

## Histoire
La ligne ouvre par étapes entre 1960 et 1972.

## Caractéristiques

### Ligne
- Longueur : 52,5 km
- Ecartement : 1 067 mm
- Alimentation : non électrifié

### Interconnexion
à Etsumi-Hanandō, tous les trains continuent sur la ligne Hapi-Line Fukui jusqu'à la gare de Fukui.

### Liste des gares
| Gare              | Nom japonais | Distance depuis Okayama (km) | Correspondances                                    | Localisation |
| ----------------- | ------------ | ---------------------------- | -------------------------------------------------- | ------------ |
| Echizen-Hanandō   | 越前花堂     | 0                            | Hapi-Line Fukui : Hapi-Line Fukui (interconnexion) | Fukui        |
| Rokujō            | 六条         | 2,3                          |                                                    | Fukui        |
| Asuwa             | 足羽         | 3,7                          |                                                    | Fukui        |
| Echizen-Tōgō      | 越前東郷     | 5,7                          |                                                    | Fukui        |
| Ichijōdani        | 一乗谷       | 8,3                          |                                                    | Fukui        |
| Echizen-Takada    | 越前高田     | 11,4                         |                                                    | Fukui        |
| Ichinami          | 市波         | 12,6                         |                                                    | Fukui        |
| Kowashōzu         | 小和清水     | 14,6                         |                                                    | Fukui        |
| Miyama (ja)       | 美山         | 17,5                         |                                                    | Fukui        |
| Echizen-Yakushi   | 越前薬師     | 19,5                         |                                                    | Fukui        |
| Echizen-Ōmiya     | 越前大宮     | 22,2                         |                                                    | Fukui        |
| Hakariishi        | 計石         | 24,4                         |                                                    | Fukui        |
| Ushigahara        | 牛ヶ原       | 27,6                         |                                                    | Ōno          |
| Kita-Ōno          | 北大野       | 29,4                         |                                                    | Ōno          |
| Echizen-Ōno       | 越前大野     | 31,4                         |                                                    | Ōno          |
| Echizen-Tano      | 越前田野     | 34,3                         |                                                    | Ōno          |
| Echizen-Tomida    | 越前富田     | 35,7                         |                                                    | Ōno          |
| Shimoyuino        | 下唯野       | 38,8                         |                                                    | Ōno          |
| Kakigashima       | 柿ヶ島       | 39,8                         |                                                    | Ōno          |
| Kadohara          | 勝原         | 42,3                         |                                                    | Ōno          |
| Echizen-Shimoyama | 越前下山     | 48,8                         |                                                    | Ōno          |
| Kuzuryūko         | 九頭竜湖     | 52,5                         |                                                    | Ōno          |